# Basílides (gnóstico)
Basílides (del griego antiguo: Βασιλείδης) (Alejandría, 117—138) fue uno de los más célebres gnósticos de su tiempo. Sus teorías se conocen por san Ireneo (Contra las herejías) y san Hipólito.

## Cosmogonía
Según Ireneo de Lyon, Basílides enseñaba que del Dios supremo habían surgido 365 cielos, uno de los cuales -el nuestro- encierra un mundo sublunar y está gobernado por un demiurgo subalterno: el Yahvé de los judíos.
Para Hipólito de Roma, Basílides hace derivar toda existencia de una divinidad suprema inconcebible, de la que se engendran, en sucesivos despliegues, numerosos estratos, el último de los cuales es nuestro mundo, gobernado por el dios de los judíos. Concibe una redención totalmente intelectual, consistente en la súbita revelación (gnosis) de la existencia de Dios, a quien desconocemos por el orgullo inconsciente (esto había de traer consigo una gran ignorancia, que cubriría al Universo y a cada ser humano, y no permitiría conocer otros mundos superiores a este, y solo quedarían los deseos de elevarse por encima de tal condición). Habría afirmado además que en realidad no fue Jesús de Nazaret quien sufrió la muerte en la cruz, sino más bien Simón de Cirene, por un error de sus ejecutores.
La moral de Basílides era austera y aconsejaba abstenerse del matrimonio. Basílides tuvo numerosos discípulos, tanto en Egipto como en la Europa meridional. Se distinguió por el uso de expresiones misteriosas y amuletos, como Abraxas. La secta desapareció en el siglo IV.